# Spektralmusik
Die Spektralmusik (Musique spectrale) hat sich in den 1970er Jahren in Paris im Umfeld des Ensemble l’Itinéraire herausgebildet. Die wichtigsten Vertreter dieses Musikstils sind die Komponisten Gérard Grisey, Tristan Murail, Georg Friedrich Haas, Philippe Manoury, Michaël Levinas und Hugues Dufourt. Die Spektralmusik ist nicht von der mathematischen Reihung von (Ton-)Parametern der seriellen Musik oder der freien Konstruktion der atonalen Musik geprägt, sondern beruht auf den Teiltönen der Klänge. Vorläufer dieses Kompositionsverfahrens sind Giacinto Scelsi, Maurice Ravel und Olivier Messiaen.
Die Bezeichnung „L’Itinéraire“ (französisch: Der Weg) zeigt auf, dass sich die Gruppe auf den Weg machte, um von außermusikalischen Einflüssen zurück zum Klang zu gelangen. Die physikalisch-akustischen Charakteristika des Klanges allein wurden wissenschaftlich untersucht und zur Grundlage eines neuen Komponierens, das vor allem auf feinen Modifikationen der Klangfarben basierte. Dadurch wird „ein Ton zur Klangfarbe, ein Akkord zum Spektralkomplex und ein Rhythmus zu einer Welle von unvorhersehbaren Dauern“ (nach Gérard Grisey).
Zur zweiten Generation der Spektralmusikkomponisten gehören unter anderem Magnus Lindberg, Kaija Saariaho, Philippe Hurel, Thierry Blondeau, Jean-Luc Hervé, Ivan Fedele und Marco Stroppa.

## Arten von Spektren
Man unterscheidet zwischen zwei Arten von Spektren: Harmonischen und inharmonischen Spektren. Ein harmonisches Spektrum basiert auf der Obertonreihe. Unter einem inharmonischen Spektrum versteht man alle Arten von Spektren, die beispielsweise Geräuschen zugrunde liegen. Ein Beispiel für die Komposition eines harmonischen Spektrums ist der Beginn des Werks Partiels von Gérard Grisey. Ein inharmonisches Spektrum kann zum Beispiel eine Computeranalyse eines Geräuschs mit Software wie AudioSculpt oder SPEAR sein. Ein Beispiel für inharmonische Spektren ist das Werk Winter Fragments von Tristan Murail. In diesem wird ein Tamtam-Schlag synthetisiert und per MIDI-Keyboard als Sample abgerufen und instrumentiert. Dieses analysierte Spektrum kann dann beispielsweise harmonisiert oder synthetisiert (also von einem Orchester oder einem Synthesizer gespielt) werden. Generell benutzen Spektralkomponisten Annäherungen an das Spektrum, indem sie Viertel- oder Achteltöne notieren. Im Bereich der Streichinstrumente werden oft Umstimmungen („Scordatura“) verwendet, um diese Stimmungen zu erzielen. Ein weiteres Prinzip der Spektralmusik ist das Übertragen von Prinzipien aus der akustischen Physik auf die Instrumentalmusik. Dazu zählt das Vertonen von Shepard-Skalen oder das Instrumentieren von harmonischen Spektren. Die Verwendung von Shepard-Skalen geht auf den französischen Komponisten Jean Claude Risset zurück. Aber auch Methoden aus dem elektronischen Studio, wie Tonbandschleifen („Memoire, Erosion“), finden Anwendung in der Spektralmusik. Ein berühmtes Werk der zweiten Generation von Spektralmusik ist das Werk Deus Cantando (God, singing) des österreichischen Komponisten Peter Ablinger. Hier wird ein vom Computer gesteuertes Klavier dem Klangspektrum der menschlichen Stimme angenähert.
Georg Friedrich Haas wird gerne als Spektralist bezeichnet, seine Werke wie In vain werden aber aus der Spannung zwischen gleichstufigen mikrointervallischen Stimmungen nach dem Vorbild von Iwan Wyschnegradsky und reinen Stimmungen basierend auf einfachen Frequenzverhältnissen der Obertonreihe nach Harry Partch entwickelt.

## Gestreckte Zeit
Ein wichtiges Merkmal der Spektralmusik ist der Aspekt der „gestreckten Zeit“. Hierbei wird ein Klang nicht verstanden als Tonhöhen und Akkord in der Zeit, sondern wie in der elektroakustischen Musik als Verhältnis von Frequenz zu Zeit. Die Tonhöhen sind also Frequenzen und müssen wie diese behandelt werden, hierbei benutzt man die Mikrotonalität und die Annäherung an Viertel, Achteltöne und weitere Unterteilungen. Ein ganzer Klangprozess im Verhältnis Frequenz zu Zeit wird analysiert, mit Hilfe des Computers und der Fast-Fourier-Analyse. Diese Frequenzstrukturen werden so gerastert, dass sie von herkömmlichen Musikinstrumenten, bspw. einem Ensemble oder einem Symphonieorchester, spielbar werden. Da ein Orchester nie das gesamte Spektrum einer Klangdatei im Computer abdecken kann, ist das Endergebnis nur eine begrenzte Annäherung. Durch eine Synthese mit bspw. Csound besteht die Möglichkeit, den realen Klang mit synthetischen Klängen nachzubilden. Das Endergebnis ist daher näher am Spektrum des Originalklangs als eine instrumentierte Spektralanalyse. Spektralkomponisten haben nicht nur instrumentiert, sondern auch musikalisch das Material nach herkömmlichen Verfahren (Motiv, Sequenz, Variation) bearbeitet. Generell sprechen Spektralkomponisten nicht von Tonhöhen, sondern von Frequenzen. Oftmals werden Verläufe von Klängen graphisch strukturiert, vergleichbar mit der Studie 2 von Karlheinz Stockhausen, wo das Verhältnis von Frequenz zu Zeit graphisch dargestellt wird. Folgendermaßen könnte ein Struktogramm einer Spektralanalyse aussehen:
| Verlauf einer Verarbeitung einer Spektralanalyse als Struktogramm | Verlauf einer Verarbeitung einer Spektralanalyse als Struktogramm | Verlauf einer Verarbeitung einer Spektralanalyse als Struktogramm                                          | Verlauf einer Verarbeitung einer Spektralanalyse als Struktogramm |
| ----------------------------------------------------------------- | ----------------------------------------------------------------- | --- | ----------------------------------------------------------------- |
| Klang wird zu Audiofile                                           | Analyse mit Audiosculpt/ Spear des Audiofile                      | OpenMusic/Patchwork/PWGL Analyse und Weiterverarbeitung, bspw. Interpolation oder harmonische Anreicherung | Orchestration oder Synthese                                       |

## Computerprogramme für die Fourier-Analyse und deren Auswertung
| Computerprogramme für die Spektralanalyse und Verarbeitung im Überblick | Computerprogramme für die Spektralanalyse und Verarbeitung im Überblick |
| ----------------------------------------------------------------------- | --- |
| Open Music                                                              | Software vom IRCAM für die Weiterverarbeitung eines SDIF-Files und Synthese und algorithmische Komposition. |
| Max/MSP                                                                 | Entwickelt am IRCAM und derzeit vertrieben durch Cycling '74. Im Bereich der Spektralkomposition eignet sich Max/MSP für die Spektralanalyse und Weiterbearbeitung eines Soundfiles im SDIF-Format. |
| Audiosculpt                                                             | Entwickelt und vertrieben vom IRCAM für die Spektralanalyse. Exportiert Daten im SDIF-Format. |
| SPEAR                                                                   | Freeware von Michael Klingbeil. Exportiert Daten im SDIF-Format. Es ist ebenso Synthese möglich in Kombination mit Open Music. |
| Csound                                                                  | Csound ist ein Software-Synthesizer, mit dessen Hilfe sich Klangkompositionen vollständig aus Quelltext generieren lassen. Open Music kann Daten, bspw. Spektralanalysen, nach Csound exportieren. |
| Pd                                                                      | Pure Data (Abkürzung: Pd) ist eine datenstromorientierte Programmiersprache und Entwicklungsumgebung, die visuelle Programmierung benutzt. Sie wird vor allem zur Erstellung von interaktiver Multimedia-Software eingesetzt, etwa für Software-Synthesizer in der elektronischen Musik. Eignet sich für die Spektralanalyse und deren Synthese. |
| PWGL                                                                    | PWGL ist eine kostenlose visuelle Programmiersprache, die auf Common Lisp basiert und verwendet wird für computergestützte Komposition und Klangsynthese. Sie wird mit der LispWorks-Programmierumgebung programmiert. |
| PatchWork                                                               | PatchWork ist ein Werkzeug für die computergestützte Komposition. Zum Zeitpunkt des Schreibens hatte PatchWork mehr als 200 registrierte Nutzer. Darunter waren Personen mit sehr unterschiedlichen musikalischen und ästhetischen Hintergründen, unter anderem Jean Baptiste Barrière, Marc-André Dalbavie, Brian Ferneyhough, Paavo Heininen, Magnus Lindberg, Tristan Murail und Kaija Saariaho. PatchWork wurde abgelöst durch Sprachen wie PWGL und Open Music. Viele Konzepte von Open Music lassen sich heute zurückführen auf PatchWork. |

## Elektroakustik
Elektroakustische Kompositionen sind in der Spektralmusik häufig anzutreffen. Besonders Verwendung findet der Software-Synthesizer Csound, bspw. in den Kompositionen Liber Fulguralis und Winter Fragments von Tristan Murail. Hierbei werden elektronische Klänge aus Quelltext generiert. Per Audiosculpt analysierte Klänge werden mit Open Music analysiert und weiterbearbeitet. Die m-finale Synthese entsteht in C-Sound. Die Weiterverarbeitung wird im Sequenzer oder per Abruf von einem MIDI-Keyboard vorgenommen.

## IRCAM
Die Geschichte der Spektralmusik ist auch eng verbunden mit der Geschichte des Pariser Forschungsinstituts IRCAM. Anfang der 1980er Jahre belegten die französischen Komponisten der Gruppe l’Itinéraire den Computermusikkurs am Pariser IRCAM. Hierbei war es erstmals möglich, Spektren abseits der harmonischen Spektren zu erforschen. Zu diesem Zweck wurde in den 1980er Jahren die Software Music V verwendet. Diese wurde von Max Mathews 1957 an den Bell Labs entwickelt. MUSIC war das erste Computerprogramm mit dem sich digitale Audio Waveforms durch direkte Synthese erzeugen ließen. Später folgten Synthesen über C-Sound, CMusic, MaxMsp, Pure Data und Super Collider. Die Synthese ließ sich über Programme wie PatchWork und später Open Music kontrollieren.

## Komponisten der Spektralmusik (Auswahl)
Deutschland
György Ligeti, Wolfgang von Schweinitz, Karlheinz Stockhausen
England
Jonathan Harvey
Finnland
Magnus Lindberg, Kaija Saariaho
Frankreich
Franck Bedrossian, Hugues Dufourt, Gérard Grisey, Jean-Luc Hervé, Philippe Hurel, Michaël Levinas, Fabien Lévy, Tristan Murail
Italien
Fausto Romitelli
Österreich
Peter Ablinger, Georg Friedrich Haas
Rumänien
Ana-Maria Avram, Iancu Dumitrescu, Horațiu Rădulescu
USA
Carl Christian Bettendorf, Aaron Einbond, Joshua Fineberg, James Tenney, La Monte Young

## Wichtige Werke der Spektralmusik
- Peter Ablinger: Deus Cantando
- Tristan Murail: Gondwana, Winter Fragments, Désintégrations, Le Lac
- Gérard Grisey: Espaces Acoustiques: Prolog, Partiels, Periodes, Modulations, Transitoires, Epilog
- Jonathan Harvey: Speakings
- Georg Friedrich Haas: In Vain, Natures Mortes, Limited Approximations
- Magnus Lindberg: Kraft
- Philippe Manoury: Jupiter
- Horațiu Rădulescu: Streichquartett Nr. 5
- Kaija Saariaho: Nymphea